# Мухтари, Юссеф
Юссеф Мухтари (араб. يوسف المختاري‎; род. 5 марта 1979 или 25 марта 1979, Бени-Сидель, Восточная область) — марокканский футболист, полузащитник.

## Клубная карьера
Большую часть карьеры Юссеф провёл в Германии, играя за «Франкфурт», «Ян Регенсбург», «Ваккер» из Бургхаузена, «Энерги Котбус», «Кёльн», «Дуйсбург», «Гройтер Фюрт», «Викторию» из Ашаффенбурга. Исключениями являются катарский «Эр-Райян», французский «Мец» и люксембургский «Ф91 Дюделанж».

## Карьера за сборную
Дебют за национальную сборную Марокко состоялся в 2003 году. Был включен в состав сборной на Кубок африканских наций: 2004 в Тунисе и 2008 в Гане. Всего за сборную провёл 23 матча и забил 7 голов.

### Голы за сборную
| # | Дата            | Место                                             | Сопернк  | Счёт  | Результат | Турнир                       |
| - | --------------- | ------------------------------------------------- | -------- | ----- | --------- | ---------------------------- |
| 1 | 31 января 2004  | Таеби Меери, Сфакс, Тунис                         | Бенин    | 2 — 0 | 4 — 0     | Кубок африканских наций 2004 |
| 2 | 11 февраля 2004 | Стад Олимпик де Сус, Сус, Тунис                   | Мали     | 1 — 0 | 4 — 0     | Кубок африканских наций 2004 |
| 3 | 11 февраля 2004 | Стад Олимпик де Сус, Сус, Тунис                   | Мали     | 2 — 0 | 4 — 0     | Кубок африканских наций 2004 |
| 4 | 14 февраля 2004 | Олимпийский стадион, Тунис, Тунис                 | Тунис    | 1 — 1 | 2 — 1     | Кубок африканских наций 2004 |
| 5 | 3 июля 2004     | Национальный стадион Ботсваны, Габороне, Ботсвана | Ботсвана | 1 — 0 | 1 — 0     | Квалификация на ЧМ 2006      |
| 6 | 16 ноября 2007  | Стад де Франс, Париж, Франция                     | Франция  | 2 — 2 | 2 — 2     | Товарищеский матч            |
| 7 | 21 ноября 2007  | Стад Доминик Дювашель, Кретей, Франция            | Сенегал  | 2 — 0 | 3 — 0     | Товарищеский матч            |